# 遊佐雅美
遊佐 雅美（ゆさ まさみ、1973年9月10日 - ）は、神奈川県川崎市出身のライフセーバー。西浜サーフライフセービングクラブ、ジャパン・スポーツ・マーケティング所属。既婚。

## 来歴
小学校は器械体操、中学・高校は陸上の選手として活躍。東京健康科学専門学校進学後にライフセービングを始める。テスト受験前までは泳げなかったが、『あなたは愛する人が目の前で溺れていたら助けられますか？』の一言でライフセーバーを目指すようになる。
ビーチフラッグスでは1994年から全日本ライフセービング選手権大会17連覇を始め、全豪選手権優勝1回、全米選手権優勝2回、世界選手権優勝3回を記録。
突発性難聴を患う。
近年は自転車ロードレース、カヌーなどにも挑戦している。
日本ビーチ文化振興協会理事として講演活動なども行っている。

## 主な出演

### テレビ
- TBSテレビ「SASUKE」
- TBSテレビ「KUNOICHI」
- TBSテレビ「ジャングルTV ～タモリの法則～」

### CM
- グリコ乳業「カフェオーレ」

## 著書
- 遊佐雅美のスイミング・マスター（2004年6月発売、日本文芸社）
- Life 愛する人を助けたい!（2013年1月25日発売、ウエイツ）